# Verklista för Christoph Willibald Gluck
Verklista för Christoph Willibald Gluck.

## Operor

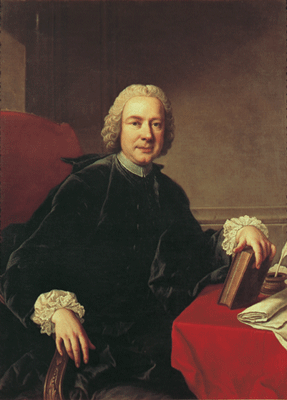
Pietro Metastasio.

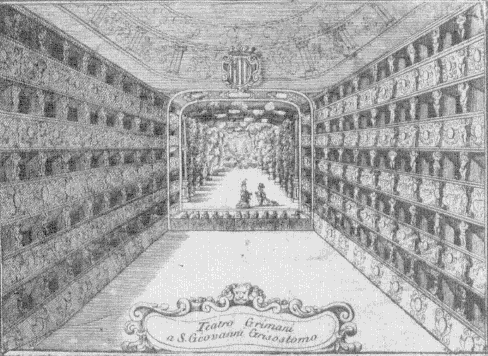
1700-talsteckning av Teatro San Giovanni Grisostomo i Venedig.

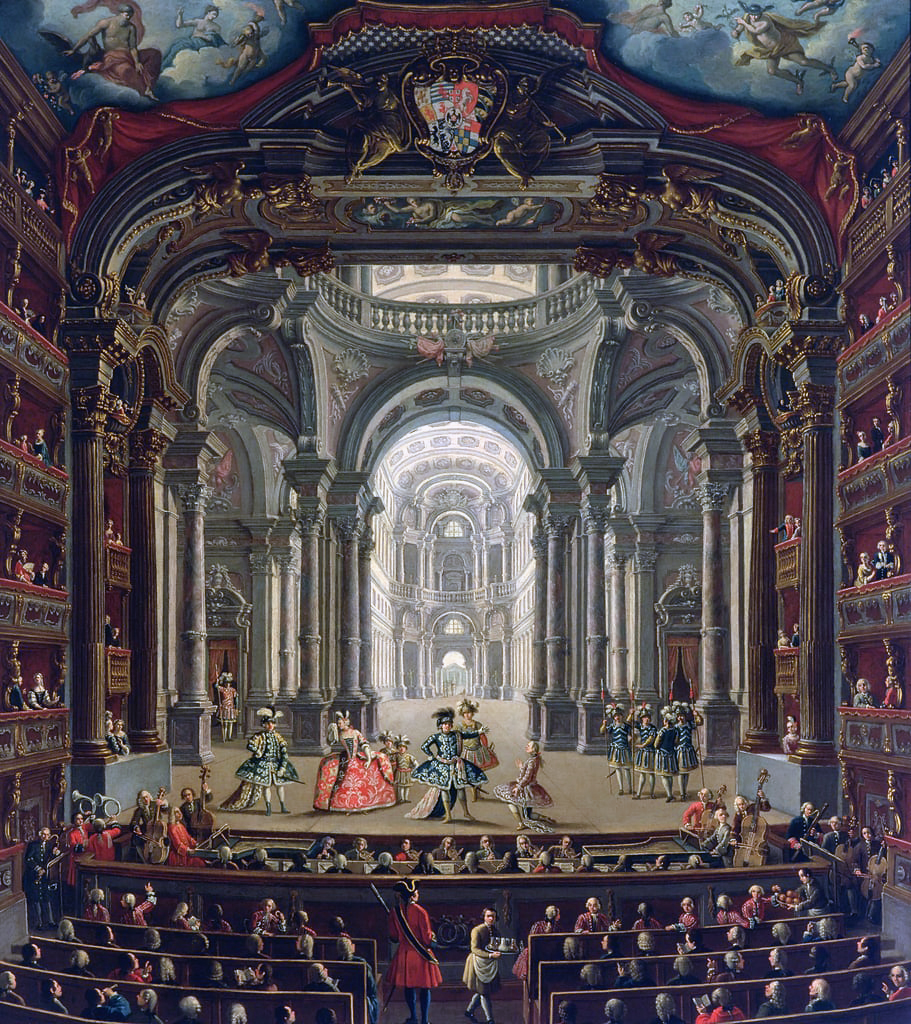
Teatro Regio di Torino.

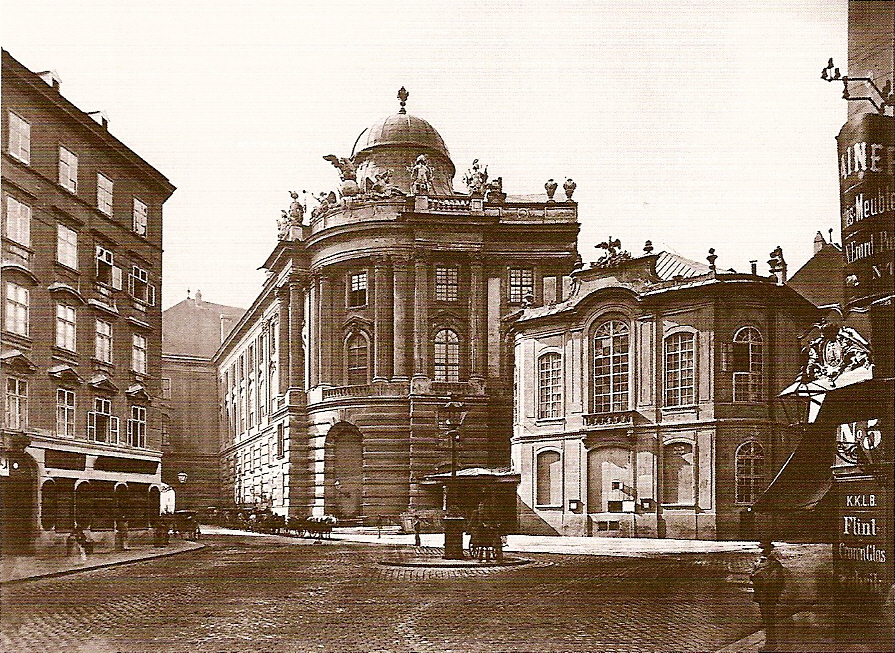
Burgtheater i Wien.

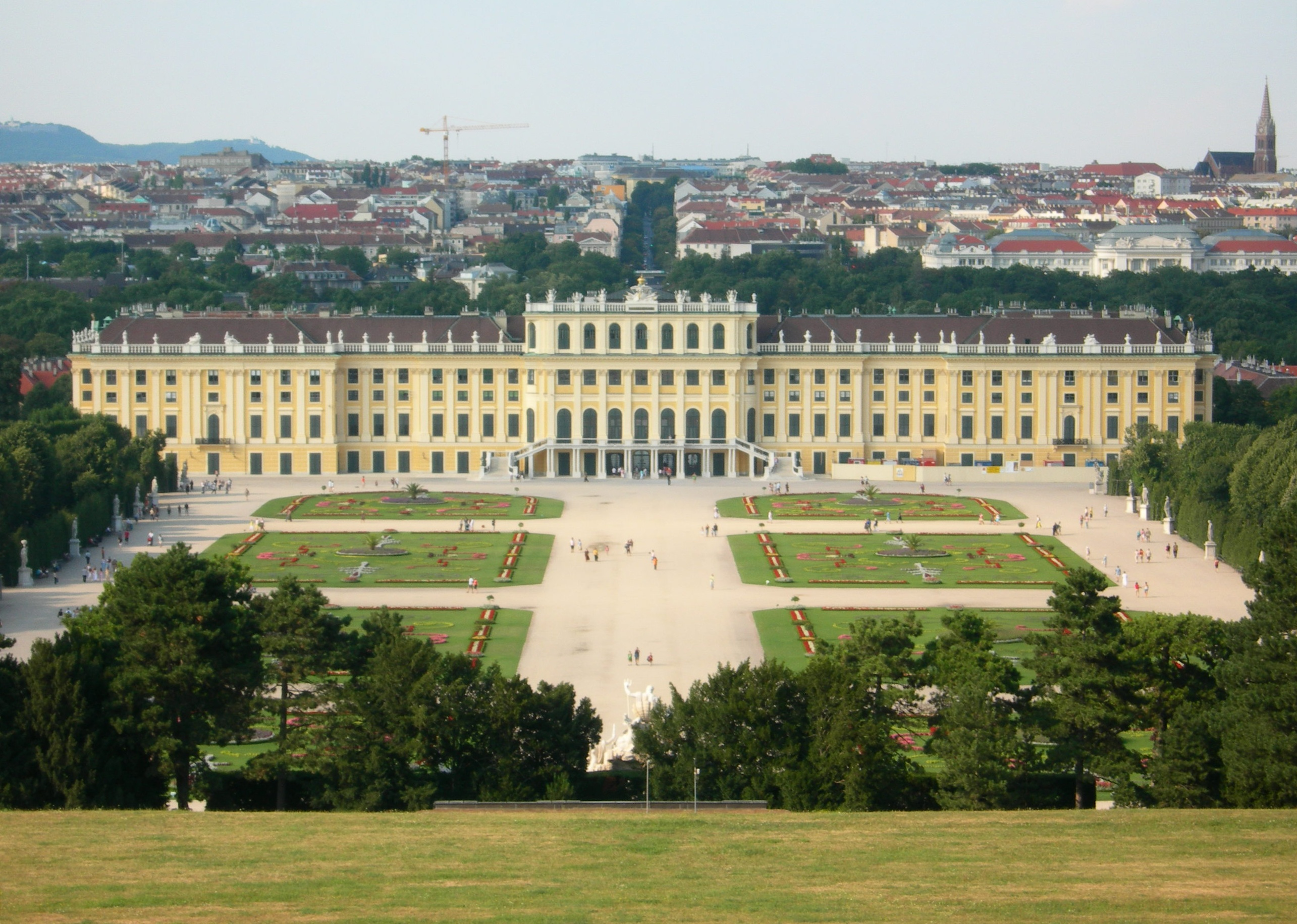
Schönbrunn.

- Artaserse – ”dramma per musica” i tre akter. Libretto av Pietro Metastasio. Uruppförande den 26 december 1741 på Teatro Regio Ducal i Milano. Två arior bevarade.
- Demetrio (Cleonice) – ”dramma per musica” i tre akter. Libretto av Metastasio. Uruppförande den 2 maj 1742 i Teatro San Samuele i Venedig. Åtta arior bevarade.
- Demofontee – ”dramma per musica” i tre akter. Libretto från Metastasios Demofon. Uruppförande den 6 januari 1743 på Teatro Regio Ducal i Milano. Recitativen, en sinfonia och en aria bevarade.
- Il Tigrane – ”dramma per musica” i tre akter. Libretto av Carlo Goldoni, efter Francesco Silvanis La virtù trionfante dell’amore. Uruppförande den 26 september 1743 i Crema, Italien. Elva arior och en duett bevarade.
- La Sofonisba – ”dramma per musica” i tre akter. Libretto av Metastasio. Uruppförande den 18 januari 1744 på Teatro Regio Ducal i Milano. Tio arior och en duett bevarade.
- Ipermestra – ”dramma per musica” i tre akter. Libretto av Metastasio. Uruppförande den 21 november 1744 på Teatro San Giovanni Grisostomo i Venedig.
- Poro – ”dramma per musica” i tre akter. Libretto av Metastasio. Uruppförande den 26 december 1744 på Teatro Regio di Torino i Turin. En sinfonia, fyra arior och en duett bevarade.
- Ippolito – ”dramma per musica” i tre akter. Libretto av G.G. Corio. Uruppförande den 31 januari 1745 på Teatro Regio Ducal i Milano. Sex arior och en duett bevarade.
- La caduta de' giganti – ”dramma per musica” i två akter. Libretto av Francesco Vanneschi. Uruppförande den 7 januari 1746 på King's Theatre i London. Fem arior och en duett bevarade.
- Artamene – ”dramma per musica” i tre akter. Libretto av Francesco Vanneschi, efter Bartolomeo Vitturi. Uruppförande den 4 mars 1746 på King's Theatre i London. Sex arior bevarade.
- Le nozze d'Ercole e d'Ebe – ”dramma per musica” i två akter. Uruppförande den 29 juni 1747 på slottet Pillnitz i Dresden.
- La Semiramide riconosciuta – ”dramma per musica” i tre akter. Libretto av Metastasio. Uruppförande den 14 maj 1748 på Burgtheater i Wien.
- La contesa de' numi – festa teatrale i två akter. Libretto av Metastasio. Uruppförande den 9 april 1749 i Charlottenborg, Danmark.
- Ezio (första versionen) – ”dramma per musica” i tre akter. Libretto av Metastasio. Uruppförande den 1 april 1750 i Prag.
- Issipile – ”dramma per musica” i tre akter. Libretto av Metastasio. Uruppförande den 1 april 1752 i Prag. Tre arior bevarade.
- La clemenza di Tito – ”dramma per musica” i tre akter. Libretto av Metastasio. Uruppförande den 4 november 1752 på Teatro di San Carlo i Neapel.
- Le cinesi – azione teatrale i en akt. Libretto av Metastasio. Uruppförande den 24 september 1754 på Schloss Hof i Wien.
- La danza – "componimento pastorale" i en akt. Libretto av Metastasio. Uruppförande den 5 maj 1755 i Laxenburg, Österrike.
- L'innocenza giustificata– "festa teatrale" i en akt. Libretto av Giacomo Durazzo, efter Metastasio. Uruppförande den 8 december 1755 på Burgtheater i Wien.
- Antigono – ”dramma per musica” i tre akter. Libretto av Metastasio. Uruppförande den 9 februari 1756 på Teatro Argentina i Rom.
- Il re pastore – ”dramma per musica” i tre akter. Libretto av Metastasio. Uruppförande den 8 december 1756 på Burgtheater i Wien.
- La fausse esclave (reviderad som La vestale) – opéra comique i en akt efter Louis Anseaume och Pierre Augustin Lefèvre de Marcouvilles La fausse aventurière. Uruppförande den 8 januari 1758 på Burgtheater i Wien.
- L'île de Merlin, eller Le monde renversé – opéra comique i en akt. Libretto av Louis Anseaume, efter Alain-René Lesage och Jacques-Philippe d'Ornevals Le monde renversé'. Uruppförande den 3 oktober 1758 på Schönbrunn i Wien.
- La Cythère assiégée (första versionen) – opéra comique i en akt. Libretto av Charles Simon Favart, efter Favart och Barthélemy-Christophe Fagous Le puvoir de l’amour eller Le siegè de Cythère. Uruppförande den 1 januari 1759 på Burgtheater i Wien.
- Le Diable à quatre eller La double métamorphose – opéra comique i tre akter. Libretto av Michel Jean Sedaine och Pierre Baurans, efter Charles Coffeys The Devil to Pay Uruppförande den 28 maj 1759 i Laxenburg, Österrike.
- L'Arbre enchanté eller Le tuteur dupé (första versionen) – opéra comique i en akt. Libretto av Pierre Louis Moline, efter Jean-Joseph Vadés Le poirier. Uruppförande den 1759 på Schönbrunn i Wien.
- L'Ivrogne corrigé – opéra comique i två akter. Libretto av Louis Anseaume och Jean-Baptiste Lourdet de Santerre. Uruppförande den april 1760 på Burgtheater i Wien.
- Tetide – "serenata" i två akter. Libretto av Giovanni Ambrogio Migliavacca. Uruppförande den 10 oktober 1760 på Hofburg i Wien.
- Le Cadi dupé – opéra comique i en akt efter Jean-Baptiste Lourdier. Uruppförande den 8 december 1761  på Burgtheater i Wien.
- Orfeo ed Euridice – azione teatrale i tre akter. Libretto av Ranieri de' Calzabigi. Uruppförande den 5 oktober 1762 på Burgtheater i Wien.
- Il trionfo di Clelia – ”dramma per musica” i tre akter. Libretto av Metastasio. Uruppförande den 14 maj 1763 på Teatro Comunale di Bologna i Bologna.
- Ezio (andra versionen) – ”dramma per musica” i tre akter. Libretto av Metastasio. Uruppförande den 26 december 1763 på Burgtheater i Wien.
- La Rencontre imprévue – opéra comique i tre akter. Libretto av Louis Hurtaut Dancourt, efter Alain René Lesage and D’Orneval's Les pèlerins de la Mecque. Uruppförande den 7 januari 1764  på Burgtheater i Wien.
- Il Parnaso confuso – serenata i en akt. Libretto av Metastasio. Uruppförande den 24 januari 1765 på Schönbrunn i Wien.
- Telemaco eller L'isola di Circe – ”dramma per musica” i tre akter. Libretto av Marco Coltellini, efter Carlo Sigismondo Capece. Uruppförande den 30 januari 1765 på Burgtheater i Wien.
- La corona – "azione teatrale" i en akt. Libretto av Metastasio. Skulle ha haft premiär den 4 oktober 1765 men framfördes först den 13 november 1987 på Schönbrunn i Wien.
- Il prologo – Prolog. Libretto av Lorenzo Ottavio del Rosso. Uruppförande den 22 februari 1767 på Teatro della Pergola i Florens – introduktionsmusik för en opera av Traetta.
- Alceste (italienska) – tragedi i tre akter. Libretto av Calzabigi, after Euripides. Uruppförande den 26 december 1767 på Burgtheater i Wien.
- Le feste d'Apollo – prolog och tre akter av Gastone Rezzonico, Giuseppe Maria Pagnini, Giuseppe Pezzana, och Calzabigi. Uruppförande den 24 augusti 1769 i Parma.
- Paride ed Elena – ”dramma per musica” i fem akter. Libretto av Calzabigi. Uruppförande den 3 november 1770 på Burgtheater i Wien.
- Ifigenia i Aulis – tragedi i tre akter. Libretto av François Gand-Leblanc du Roullet, efter Jean Racine. Uruppförande den 19 april 1774 på Palais-Royal i Paris. Noter
- Orphée et Euridice (Fransk) – tragédie opéra i tre akter. Libretto av Pierre Louis Moline, efter Ranieri de Calzabigi.
- Cythère assiégée (second version) – opéra-ballet i tre akter. Libretto av Charles Simon Favart. Uruppförande den 1 augusti 1775 på Palais-Royal i Paris.
- Alceste (Fransk) – tragédie i tre akter. Libretto av François Gand-Leblanc du Roullet, efter Ranieri de’ Calzabigi. Uruppförande den 23 april 1776 på Palais-Royal i Paris. Noter
- Armide – hjältederama i fem akter. Libretto av Philippe Quinault, efter Torquato Tassos La Gerusalemme liberata. Uruppförande den 23 september 1777 på Palais-Royal i Paris. Noter
- Iphigénie en Tauride – tragedi i fyra akter. Libretto av Nicolas François Guillard och François Gand-Leblanc du Roullet, efter Claude Guimond de La Touche. Uruppförande den 18 maj 1779 på Palais-Royal i Paris.
- Echo et Narcisse – "drame lyrique". Prolog och tre akter. Libretto av Louis Thédore Baron de Tschudi, efter Ovidius Metamorphoses. Första version 24 september 1779, andra versionen 8 augusti 1780 på Palais-Royal i Paris. Noter
- Iphigenie auf Tauris  (på tyska). Libretto av Johann Baptist von Alxinger och Gluck, efter Nicolas François Guillard. Uruppförande den 23 oktober 1781 på Burgtheater i Wien.

## Baletter
- Les amours de Flore et Zéphire, Schönbrunn, 13 augusti 1759
- Le naufrage, Wien 1759 (?)
- La halte des Calmouckes, Wien 23 mars 1761
- Don Juan, ou Le festin de Pierre, Wien, 17 oktober 1761
- Citera assediata, Vienna, 15 september 1762
- Alessandro (Les amours d’Alexandre et de Roxane), Wien, 4 oktober 1764
- Sémiramis, Wien, 31 januari 1765
- Iphigénie, Laxenburg, 19 maj 1765

## Instrumental musik
- 9 Symfonier (förmodligen verk som inte är relaterade till några specifika operor)
- 6-12 Menuetter, Wien 1763 (?) (Försvunna)
- 6 triosonater: nr 1 i C-dur, nr 2 i g-moll, nr 3 i A dur, nr 4 B-dur, nr 5 i Ess-dur och nr 6 i F-dur) London, 1746
- 2 triosonater: E-dur, F-dur (manuskript)
- Flöjtkonsert i G dur (existerar även i en version för violin)